# 井上正経
井上 正経（いのうえ まさつね）は、江戸時代中期の大名・老中。常陸国笠間藩主、陸奥国磐城平藩主、遠江国浜松藩初代藩主。浜松藩井上家6代。

## 生涯
井上家5代・正之の長男。元文2年（1737年）に家督を相続した。
延享4年（1747年）、日向国延岡藩主牧野貞通は幕閣で出世したため、利便性の良い（江戸に近い）常陸国の笠間藩へ転封となった。笠間藩主だった正経は陸奥国磐城平藩へと移され、磐城平藩主の内藤政樹は御家騒動や領内の百姓一揆の懲罰として延岡藩へ転封となった（三方領知替え）。
宝暦2年（1752年）8月、奏者番、翌年3月には寺社奉行兼帯となり、宝暦6年（1756年）大坂城代となった。同時に領地の一部を近畿方面に移された。宝暦8年（1758年）、京都所司代、侍従となり、同年12月に遠江国浜松に転封された。
宝暦10年（1760年）に老中に就任した。宝暦13年（1763年）3月、老中辞任。
明和3年（1766年）没し、次男の正定が跡を継いだ。四男の正棠は、常陸下妻藩主井上正意の跡を継いでいる。

## 経歴
- 1725年（享保10年）：生まれ
- 1737年（元文2年） ：将軍家初見、家督相続
- 1747年（延享4年） ：磐城平に国替
- 1752年（宝暦2年） ：奏者番
- 1753年（宝暦3年） ：寺社奉行（3月28日）
- 1756年（宝暦6年） ：大坂城代（5月7日）
- 1758年（宝暦8年） ：京都所司代、浜松に国替
- 1760年（宝暦10年）：老中（12月3日）
- 1763年（宝暦13年）：老中辞任（3月13日）
- 1766年（明和3年） ：死去、享年42

## 官歴
- 1739年（元文4年） ：従五位下、河内守
- 1756年（宝暦6年） ：従四位下
- 1758年（宝暦8年） ：侍従
- 1763年（宝暦13年）：大和守

## 系譜
父母
- 井上正之（父）
- 稲葉氏 - 側室（母）

正室
- 仙石町子 - 仙石政房の娘

子女
- 井上正定（次男）生母は町子（正室）
- 井上正方（三男）
- 井上正棠（四男）[1]
- 暉姫 - 松平信明正室

養女
- 大岡忠喜正室 - 本多忠強の娘